# Nina Sky

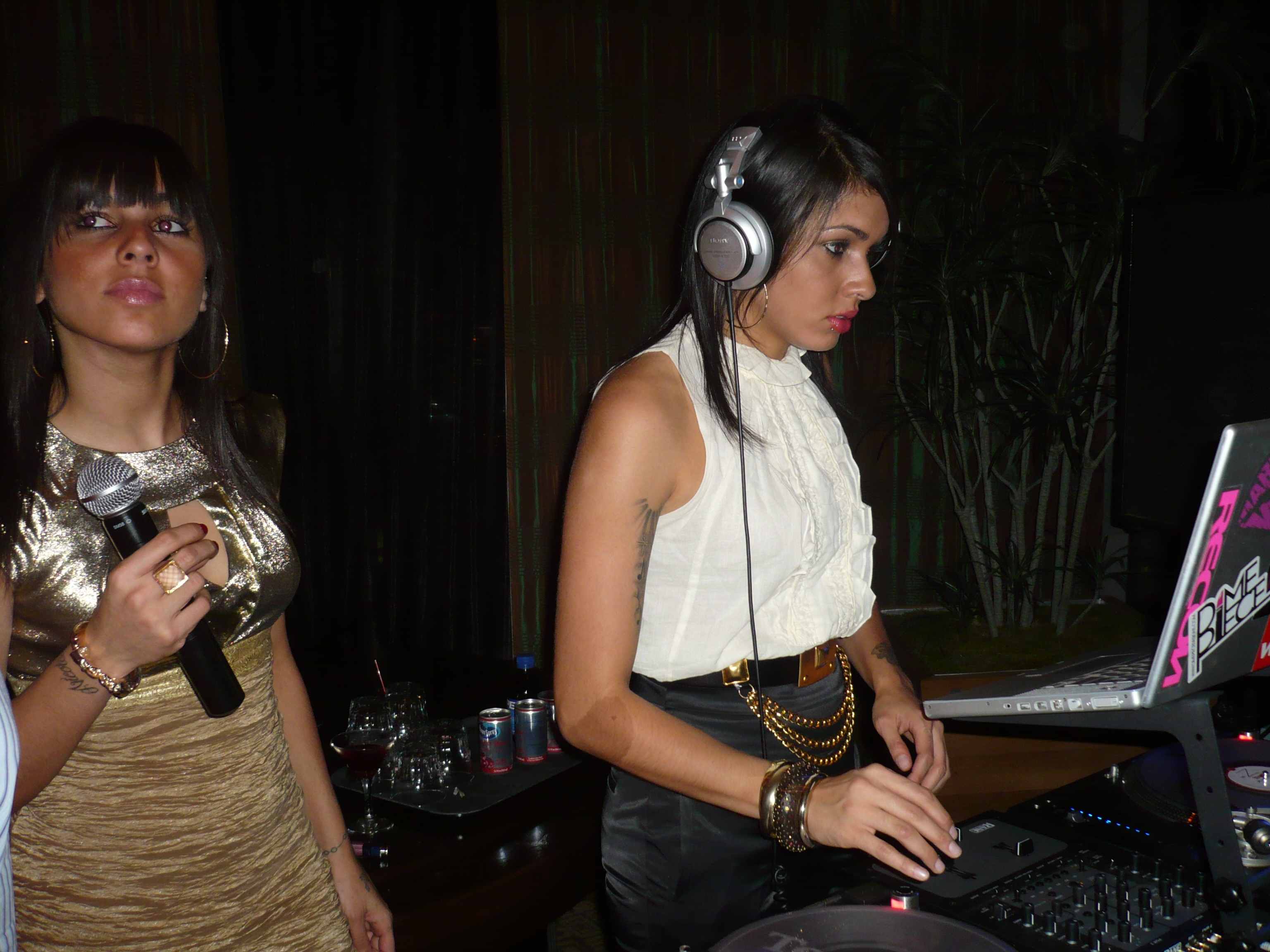
Natalie (links) und Nicole im Jahr 2007

Nina Sky ist ein musikalisches Duo bestehend aus den eineiigen Zwillingen Natalie und Nicole Albino (* 13. März 1984 in Queens, New York City). Der Name Nina Sky wird aus den beiden Anfangssilben der Vornamen Nicole und Natalie (Nina) sowie aus dem Wort „Sky“ (Himmel) als ihr Streben an die Spitze des Musikgeschäfts („The sky is the limit“) gebildet.

## Leben und Karriere
Nina Sky sind Nachfahren puerto-ricanischer Einwanderer und wuchsen in den Stadtbezirken New York Citys auf, insbesondere in Queens.
Bekannt wurden sie im Sommer 2004 durch ihren Song Move Ya Body, der auf dem seinerzeit äußerst populären Riddim Coolie Dance beruht, welcher 2003 von Cordel & Everton Burrell produziert wurde.
Ihre Musik wird durch Einflüsse aus fast sämtlichen Musikrichtungen geprägt, dabei sind folgende hervorzuheben; Pop, Hip-Hop, Rap, R’n’B, Dance, Reggae sowie Rock.
Nina Sky setzen sich auch mit der neuen Musikrichtung Reggaetón auseinander – seit ihrem Feature mit N.O.R.E. von Oye mi canto, wo auch Künstler wie Daddy Yankee (im bekannteren der beiden Remixe) oder Tego Calderón mitwirkten.
2005 waren sie mit dem DJ Tony Touch in dessen Track Play That Song (auf dem Album Reggaetony) zu hören, ebenfalls mit Sean Paul im Song Connection (auf dem Album The Trinity). Mit den Reggaetón-Künstlern Yaga y Mackie nahmen sie für deren Album La Moda den Song Bailando auf, mit Ivy Queen den Reggaetón-Track Ladies’ Night, und mit Fat Joe den Reggaetón-Track Más maíz.
Auf ihrer Homepage haben sie Anfang August 2005 ihr neues Mixtape-Album La Conexión veröffentlicht. Dieses Album ist laut den beiden „ein Album für die Fans“. Man konnte es dort kostenlos und legal herunterladen, so wie ihr erstes Mixtape-Album.
Gäste auf dem Album sind u. a. die Reggaetón-Künstler Pitbull, Ivy Queen, Tony Touch, Yaga y Mackie und DJ Kazzanova sowie die Band Aventura.
Außerdem gab es auf ihrer Homepage kostenlos und legal ein Album zum Herunterladen, auf dem Nina Sky Lieder aus den Achtzigerjahren geremixt haben.

## Diskografie

### Studioalben
| Jahr | Titel              | Höchstplatzierung, Gesamtwochen, AuszeichnungChartplatzierungen (Jahr, Titel, Platzierungen, Wochen, Auszeichnungen, Anmerkungen) | Höchstplatzierung, Gesamtwochen, AuszeichnungChartplatzierungen (Jahr, Titel, Platzierungen, Wochen, Auszeichnungen, Anmerkungen) | Höchstplatzierung, Gesamtwochen, AuszeichnungChartplatzierungen (Jahr, Titel, Platzierungen, Wochen, Auszeichnungen, Anmerkungen) | Anmerkungen                         |
| Jahr | Titel              | DE | CH | US | Anmerkungen                         |
| ---- | ------------------ | --- | --- | --- | ----------------------------------- |
| 2004 | Nina Sky           | DE62 (3 Wo.)DE | CH95 (1 Wo.)CH | US44 (12 Wo.)US | Erstveröffentlichung: 22. Juni 2004 |
| 2012 | Nicole and Natalie | — | — | — | Erstveröffentlichung: 31. Juli 2012 |

### Mixtapes
- 2004: The Nina Sky
- 2005: La Conexión
- 2006: 80’s Babies
- 2006: Back to the Future

### EPs
- 2010: The Other Side

### Singles als Leadmusikerinnen
| Jahr | Titel Album           | Höchstplatzierung, Gesamtwochen, AuszeichnungChartplatzierungen (Jahr, Titel, Album, Platzierungen, Wochen, Auszeichnungen, Anmerkungen) | Höchstplatzierung, Gesamtwochen, AuszeichnungChartplatzierungen (Jahr, Titel, Album, Platzierungen, Wochen, Auszeichnungen, Anmerkungen) | Höchstplatzierung, Gesamtwochen, AuszeichnungChartplatzierungen (Jahr, Titel, Album, Platzierungen, Wochen, Auszeichnungen, Anmerkungen) | Höchstplatzierung, Gesamtwochen, AuszeichnungChartplatzierungen (Jahr, Titel, Album, Platzierungen, Wochen, Auszeichnungen, Anmerkungen) | Höchstplatzierung, Gesamtwochen, AuszeichnungChartplatzierungen (Jahr, Titel, Album, Platzierungen, Wochen, Auszeichnungen, Anmerkungen) | Anmerkungen                                      |
| Jahr | Titel Album           | DE | AT | CH | UK | US | Anmerkungen                                      |
| ---- | --------------------- | --- | --- | --- | --- | --- | ------------------------------------------------ |
| 2004 | Move Ya Body Nina Sky | DE7 (13 Wo.)DE | AT20 (13 Wo.)AT | CH2 (20 Wo.)CH | UK6 Gold · (13 Wo.)UK | US4 Gold · (26 Wo.)US | Erstveröffentlichung: 12. April 2004 feat. Jabba |

Weitere Singles
- 2004: Turnin’ Me On
- 2005: Ladies Night (feat. Ivy Queen)
- 2005: Lovin You (feat. Notch)
- 2005: Your Time
- 2008: Curtain Call (feat. Rick Ross)
- 2008: On Some Bullshit
- 2010: You Ain’t Got It (Funk That)
- 2012: Day Dreaming
- 2012: Heartbeat
- 2012: Comatose
- 2015: Forever
- 2016: Champion Lover

### Singles als Gastmusikerinnen
| Jahr | Titel Album                                   | Höchstplatzierung, Gesamtwochen, AuszeichnungChartsChartplatzierungen (Jahr, Titel, Album, Platzierungen, Wochen, Auszeichnungen, Anmerkungen) | Anmerkungen |
| Jahr | Titel Album                                   | US | Anmerkungen |
| ---- | --------------------------------------------- | --- | --- |
| 2004 | Oye Mi Canto N.O.R.E. y la Familia…Ya Tú Sabe | US12 Gold · (22 Wo.)US | Erstveröffentlichung: 5. Oktober 2004 N.O.R.E. feat. Gemstar & Big Mato, Daddy Yankee, Tego Calderón & Nina Sky |
| 2004 | Hold You Down 1st Infantry                    | US95 (4 Wo.)US | Erstveröffentlichung: 19. Oktober 2004 Alchemist feat. Prodigy, Illa Ghee & Nina Sky                            |

Weitere Gastbeiträge

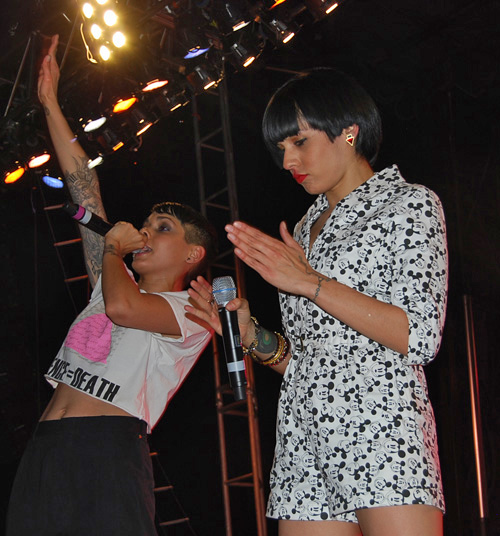
Nina Sky im April 2010

- 2005: You’re Lying (Aventura feat. Nina Sky)
- 2005: Play That Song (Tony Touch feat. B-Real & Nina Sky)
- 2005: Bailando (Yaga & Mackie feat. Nina Sky)
- 2006: Más Maíz (N.O.R.E. feat. Fat Joe, Lumidee, Big Mato, Chingo Bling, La Negra of LDA, Lil Rob & Nina Sky)
- 2007: Things You Do (Red Café & DJ Envy feat. Nina Sky)
- 2007: Don’t Be Shy (Belly feat. Nina Sky)
- 2009: Move (N.O.R.E. feat. Jim Jones & Nina Sky)
- 2009: Celle qu’il te faut (Kenza Farah feat. Nina Sky)
- 2009: Keep It Goin’ Louder (Major Lazer feat. Ricky Blaze & Nina Sky)
- 2009: Boom (Play-N-Skillz feat. Pitbull & Nina Sky)
- 2011: Cocoa Butter (Statik Selektah & Action Bronson feat. Nina Sky)
- 2015: Afterhours (TroyBoi feat. Diplo & Nina Sky)
- 2016: Riot (Azealia Banks feat. Nina Sky)